# NGC 6063
NGC 6063 је спирална галаксија у сазвежђу Змија која се налази на NGC листи објеката дубоког неба.
Деклинација објекта је + 7° 58' 46" а ректасцензија 16h 7m 13,1s. Привидна величина (магнитуда) објекта NGC 6063 износи 13,2 а фотографска магнитуда 13,9. Налази се на удаљености од 50,731 милиона парсека од Сунца. NGC 6063 је још познат и под ознакама UGC 10210, MCG 1-41-12, CGCG 51-45, PGC 57205.